# Gallina criolla
En Latinoamérica se conocen como gallinas criollas las que son mantenidas en los patios de las viviendas rurales y periurbanas, bajo condiciones de manejo extensivo. 
Las aves de corral pertenecen al Orden Galliformes. La gallina doméstica común, o pollo, pertenece a la familia Fasiánidas, y su nombre científico es Gallus gallus. Su filo es chordata, su subfilo es vertebrato su clase aves, su género es gallus y su subespecie gallus gallus domesticus.
Las gallinas criollas no pertenecen a ninguna raza específica, más bien son una mezcla indeterminada de razas de diferentes orígenes.
Las gallinas criollas generalmente deben lograr una porción importante de su alimento mediante la búsqueda y obtención de recursos alimenticios en los patios o corrales, tales como follajes y semillas de plantas herbáceas, frutos caídos de los árboles frutales, lombrices de tierra, moluscos (babosas y caracoles), insectos y otros artrópodos. Por lo general reciben diariamente una ración variable de granos (maíz) u otros recursos, además de los restos de la comida casera; muchas veces estos suministros no son constantes ni en frecuencia, ni en cantidad, ni en calidad.
Una característica constante de las gallinas criollas es la elevada diversidad de fenotipos, aún en un mismo patio; lo cual es un evidente indicador de la amplia diversidad genética. En cualquier patio o región existen en las gallinas criollas importantes variaciones de tamaño, de color, de tipos de cresta (Ej.: simple, rosa, guisante, doble); de plumaje (Ej.: pirocas, copetonas, barbadas, calzadas, grifas y otras); de esqueleto (Ej.: enanas, ponchas, cinqueñas) y de aptitudes (Ej.: carne, huevos, riña, ornamentales). Prácticamente en todas las partes del mundo, las familias rurales, campesinas o indígenas mantienen grupos de gallinas en los patios de sus casas conocidas regularmente como “gallinas criollas” y las hay en una gran diversidad en cuanto a tipos, tamaños, colores y conformaciones; tipos de cresta, copetonas, barbadas o “papujas”, cuello desnudo o “chiricanas” o “pirocas”, sin cola o “ponchas" o "mochas”, con las patas emplumadas o “calzadas”, enanas, de plumaje erizo grifas y algunas otras más.
La gallina criolla ha estado sometida a una baja presión de selección por parte del hombre y ha sido la selección natural la que determina cuáles animales logran sobrevivir y reproducirse en esas condiciones. Por ello, las gallinas criollas han conservado el comportamiento de cloquez que les permite incubar sus huevos y criar sus pollitos. También han desarrollado una mayor resistencia a las enfermedades que las gallinas de líneas industriales, en las cuales es la selección dirigida por el hombre, por criterios de producción, la que determina la sobrevivencia y reproducción de los individuos. En la avicultura industrial las enfermedades se combaten con higiene, vacunas y medicinas; mientras que las gallinas criollas generalmente deben enfrentar las enfermedades y las que las superan serán los progenitores de la próxima generación.